# Повідаш Дмитро Васильович
Дмитро́ Васи́льович Повідаш — солдат Збройних сил України.

## З життєпису
З дружиною Марією виховують доньку Антоніну та сина Степана. У зоні бойових дій з серпня 2014-го. Брав участь у боях за Донецький аеропорт.

## Нагороди
За особисту мужність і героїзм, виявлені у захисті державного суверенітету та територіальної цілісності України, вірність військовій присязі під час російсько-української війни нагороджений
- орденом «За мужність» III ступеня (4.12.2014)